# Alina Jahupowa
Alina Ołeksandriwna Jahupowa (ukr.  Аліна Олександрівна Ягупова; ur. 9 lutego 1992 w Dnieprze) – ukraińska koszykarka występująca na pozycji rzucającej, reprezentantka kraju, obecnie zawodniczka Fenerbahçe.

## Osiągnięcia
Stan na 20 czerwca 2022, na podstawie, o ile nie zaznaczono inaczej.

### Drużynowe
- Mistrzyni:
  - Francji (2017)
  - Turcji (2021, 2022[2])
  - Kazachstanu (2015, 2016)
  - ukraińskiej ligi:
    - UBL (2009, 2010)
    - Higher League (2014)
- Wicemistrzyni:
  - Euroligi (2022)
  - Turcji (2019)
  - Ukrainy (2009, 2011)
  - ukraińskiej ligi Higher League (2012, 2013)
- Zdobywczyni:
  - Pucharu Turcji (2020)
  - Superpucharu Turcji (2019)
- Finalistka:
  - Superpucharu Europy (2017)
  - pucharu:
    - Turcji (2022)[2]
    - Kazachstanu (2015)

### Indywidualne
(* – nagrody przyznane przez portal eurobasket.com)
- MVP:
  - Euroligi (2020, 2021)[3][4]
  - Pucharu Turcji (2020)
- Najlepsza skrzydłowa ligi tureckiej (2022)*[2]
- Młoda koszykarka roku FIBA Europe (2012)
- Zaliczona do I składu:
  - Euroligi (2020, 2021)[4]
  - ligi tureckiej (2022)*[2]
  - zawodniczek zagranicznych ligi tureckiej (2022)*[2]
- Uczestniczka meczu gwiazd ligi ukraińskiej (2009)
- Liderka:
  - strzelczyń:
    - Euroligi (2020 – 21,3, 2021 – 20)[5][6]
    - ukraińskiej ligi:
      - UPBL (2011 – 20,4)
      - Higher League (2012 – 24,1, 2013 – 28,2, 2014 – 25,7)

    - ligi kazachstańskiej (2016 – 31,6)

  - w przechwytach ukraińskiej ligi Higher League (2014 – 3)

### Seniorek
- Uczestniczka:
  - mistrzostw Europy (2013 – 13. miejsce, 2015 – 16. miejsce, 2017 – 10. miejsce)
  - kwalifikacji do Eurobasketu (2011, 2013, 2015, 2017)
- Liderka strzelczyń Eurobasketu (2017 – 21, 5)[7]

3x3
- Uczestniczka mistrzostw Europy w koszykówce 3×3 (2014 – 9.miejsce)

### Młodzieżowe
- Uczestniczka mistrzostw Europy:
  -     - U–20 (2009 – 13. miejsce, 2010 – 5. miejsce, 2011 – 6. miejsce, 2012 – 7. miejsce)
    - U–18 (2008 – 8. miejsce, 2010 – 7. miejsce)
- Liderka strzelczyń mistrzostw Europy U–20 (2011, 2012)